# Brich di Zumaglia
Il Brich di Zumaglia è un rilievo alto 669 m, situato pochi km ad est di Biella e che appartiene territorialmente ai comuni di Zumaglia e di Ronco Biellese (BI).

Nell'area è stata istituita nel 1995 l'Area attrezzata Brich di Zumaglia e Mont Prève, la cui gestione è da marzo 2021 affidata a Manifacture 60 O.d.V., presieduta da Giulia Borio

## Area attrezzata
L'area attrezzata del Brich di Zumaglia e del Mont Prève è distinguibile dalle doppie cime gemelle del Brich propriamente inteso (brich è un termine che indica un territorio impervio) e del Mont Prève (660 m), due asperità a nord-est della città di Biella, proprio allo sbocco della Valle Cervo.
L'area attrezzata interessa i comuni di Zumaglia e Ronco Biellese.
Le due colline si presentano arrotondatate e ammantata di una fitta vegetazione; sono separate da una sella boscosa a quota 620 m. I due rilievi ricadono nel bacino idrografico del Torrente Quargnasca, e separano tra loro le vallette collinari bagnate da due affluenti di questo corso d'acqua, il Chiebbia (ad ovest) e il Riasco (ad est).
Il toponimo Zumaglia deriva da zumaja, un termine biellese che significa mammella, e si riferisce a come le due colline gemelle appaiono se viste da lontano.
La riserva è raggiungibile dall'autostrada A4 Torino-Milano, con uscita al casello di Santhià e prosecuzione lungo la strada statale 143 fino alla deviazione per Ronco Biellese.

## Monumenti e luoghi di interesse

### Castello
Sulla cima del brich si trova il castello di Zumaglia risalente al 1291. Quasi completamente distrutto nel 1556, è stato ricostruito solo quattro secoli dopo, nel 1937, per opera del conte Vittorio Buratti. Viene utilizzato per eventi, mostre, ricevimenti e per iniziative culturali, tra cui la ormai nota rassegna estiva di teatro itinerante a cura della compagnia A.R.S. Teatrando.

### La casa di guardia
Costruita per ospitare il custode e il giardiniere, verrà riconvertita per laboratori di terra cotta, luogo letterario e frutteto.

### Cascina Alè
Casa colonica circondata un tempo da un orto modello, un frutteto e una vigna impiantata per realizzare il vino tipico Alé. L'intento del gestore è riscoprire l'utilità della cascina realizzando orto, frutteto, giardini e piccola degustazione di prodotti del territorio per dare ospitalità al viandante.

## Flora

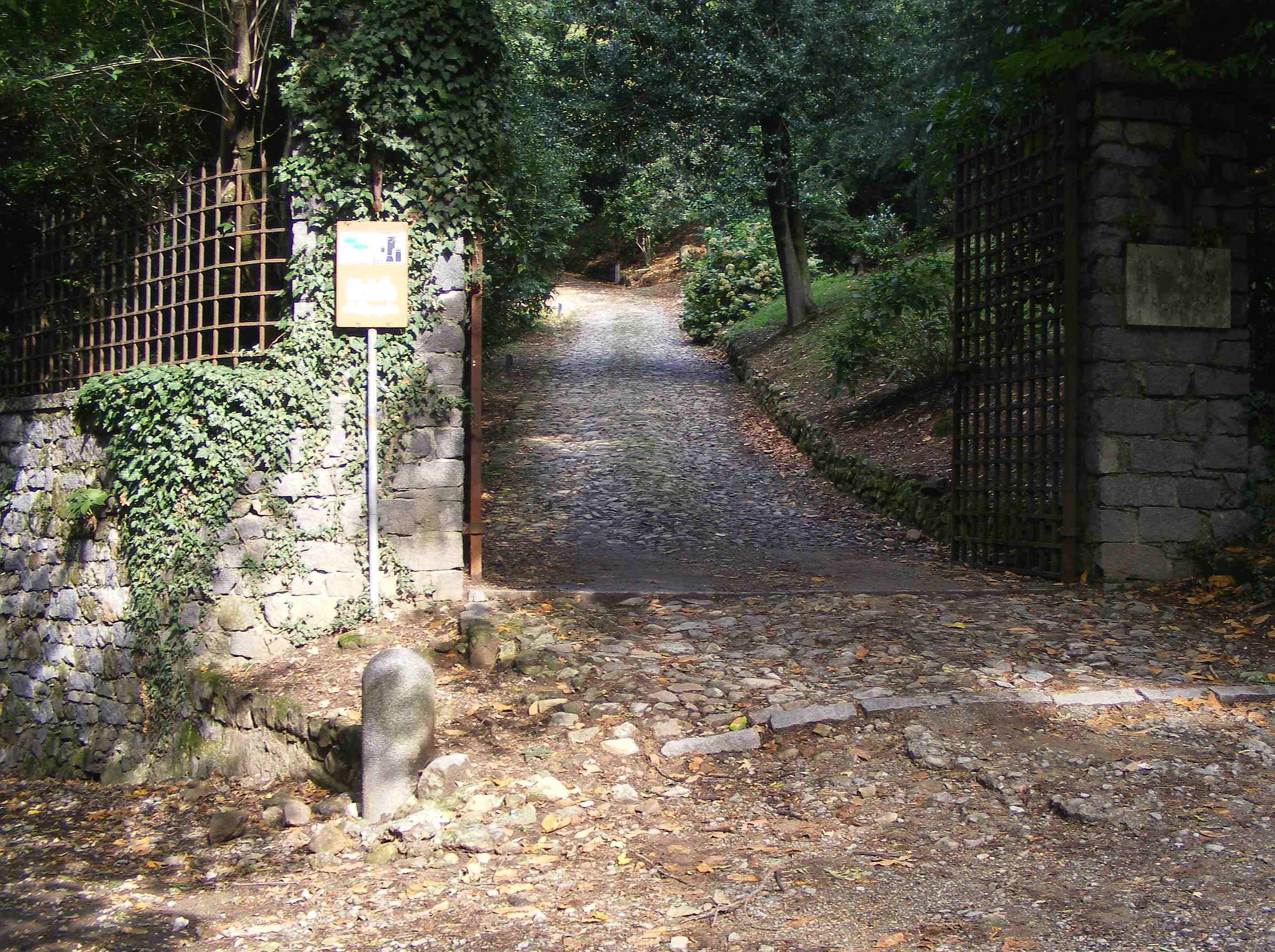
L'ingresso del parco

Il castello è circondato da un parco nel quale sono tuttora presenti alberi di specie rare o esotiche anche di notevoli dimensioni.
I fitti boschi di castagno che ammantano il Mont Prevè sono invece quelli tipici della collina biellese.

## Escursionismo
Per il Brich di Zumaglia transita la GtB (Grande traversata del Biellese), un lungo itinerario escursionistico che percorre a quote medio-basse tutta la provincia di Biella.
Nel parco si possono percorrere sentieri nel bosco e strade acciottolate per un totale di circa 4000 metri.